# Нуровский приют
Ну́ровский прию́т (также Екатеринбургский горный приют) — учреждение детского призрения в Екатеринбурге, основанное на средства купца М. А. Нурова в 1857 году и названное в его честь. В 1920 году приют переименовали в «Дом Свободы», а в январе 1924 года закрыли, переместив учреждение в Ирбит.
В настоящее время на месте бывшего приюта находится здание Уральского геологического музея, а домовая церковь приюта, разрушенная в советские годы, с 2009 является Никольской церковью при Горном университете.

## История

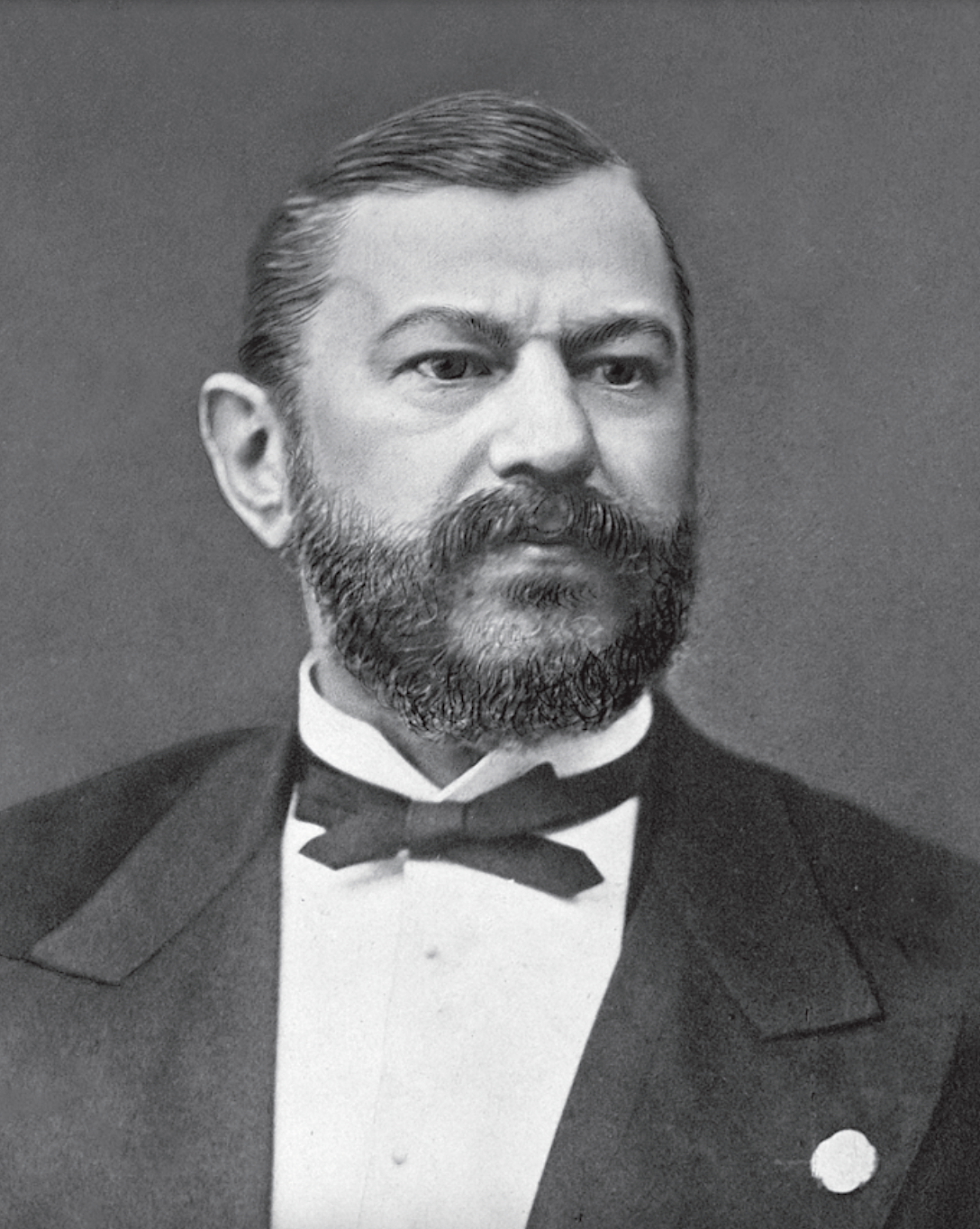
М. А. Нуров

В 1792 году по инициативе купца Ф. Я. Логинова в Екатеринбурге открылось первое учреждение детского призрения — воспитательный дом, существовавший до 1828 года. По инициативе В. А. Глинки, занимавшего с 1837 года должность главного начальника Уральских горных заводов, началось согласование создания в городе полноценного детского приюта. В 1856 году Глинка направил прошение об организации приюта в Комитет главного попечительства детских приютов: благотворителем выступил известный в то время купец и благотворитель М. А. Нуров, согласившийся выделить 15 тысяч рублей на содержаание приюта, а также дополнительные 4 тысячи рублей на приобретение дома и 1 тысячу рублей на приобретение одежды для воспитанников. Императрица Мария Александровна 17 ноября 1856 года согласовала создание приюта и присвоение ему имени Нурова, а также прислала из Петербурга смотрительницу для службы в приюте.
По инициативе Глинки 17 ноября 1856 года — ещё до создания Нуровского приюта — в Екатеринбурге было создано Горное попечительство детских приютов, которое возглавлял Главный начальник горных заводов хребта Уральского. Впоследствии это позволило сохранить местное самоуправление даже после ликвидации статуса горного города.
Двухэтажное полукаменное здание приюта на углу Тихвинской улицы и Сибирского проспекта, выкупленное Нуровым за 8841 рубль, что более чем вдвое превысило обещанную сумму, находилось на окраине города и выходило на Щепную площадь. Приют открылся для воспитанников 27 апреля 1857 года, помещения позволяли разместить лишь 30 детей в дневное время. С 1865 года в приюте содержались 20 пансионеров Екатеринбургского городского общества, за каждого из которых оно платило 400 рублей в год. В 1866 году А. А. Иосса, занимавший тогда пост Главного горного начальника, направил Александру II рапорт, в котором подчёркивал необходимость расширения приюта. Согласование императора было получено с указанием организовать при Нуровском приюте ночлежное отделение для сирот и пансионеров с 1 января 1867 года. После этого Нуров на собственные построил рядом со зданием приюта новый каменный дом, на первом этаже которого разместили ночлежное отделение, а на втором — домовую церковь, освящённую в 1877 году во имя Святителя Николая Чудотворца.
В приют принимали мальчиков и девочек возрастом от 4—5 лет из крестьянских или мещанских семей по распоряжению Горного попечительства. Мальчикам разрешалось находиться на попечении до 12 лет, после чего по тогдашним законам они становились трудоспособными. Девочки воспитывались в приюте до достижения 17-летия. В случае если воспитанница могла выполнять обязанности руководительницы хора, чтеца или певчей при церкви, устав приюта разрешал ей остаться на службе после 17-летия. В большинстве случаев по достижении 12-летнего возраста все дети забирались родителями. К опекунству девушек относились более строго, нежели по отношению к мальчикам. Так, например, если воспитанница намеревалась выйти замуж, директор приюта выяснял по мере возможностей биографию предполагаемого жениха и давал разрешение на свадьбу, только получив заверения в его порядочности и благонадёжности.
Постоянный штат приюта состоял из попечителя, директора, смотрительницы, двух её помощниц, одного помощника смотрительницы, законоучителя и почётного старшины. В подчинении у смотрительницы находились дворник, сторож, кухарка, две прачки, а также надзирательница, осуществлявшая уход за больными детьми. Фактически делами приюта управляла смотрительница с двумя помощницами. Месячное жалование смотрительницы составляло 40 рублей, помощниц — 30 рублей, помимо этого каждой из них полагалось жильё и питание за счёт приюта. Такие условия делали эти должности очень привлекательными для кандидаток, количество претенденток на место смотрительницы достигало нескольких десятков. После ранней кончины основателя приюта в 1880 году функции попечителя взяла на себя его вдова Клавдия Ивановна Нурова.
Воспитанники приюта обучались Закону Божьему, священной истории, письму, чтению и арифметике. Кроме основных предметов детей обучали ведению домашнего хозяйства. В 1870 году при приюте начал работу ремесленный класс, где девочки обучались рукоделию, а мальчики — башмачному и сапожному ремеслу, а также выделке ковров (с 1905 года). Лучшие работы воспитанников приюта в 1899 году выставлялись в павильоне Императорского русского технического общества в Петербурге. Результаты трудов также использовались в хозяйстве приюта. Так, в 1906 году для сиротского отделения воспитанницами и содержащимися в нём детьми было сшито 60 фартуков, 50 юбок, 60 платьев, 60 рубашек, 80 воротничков, 50 пар чулок, 40 наволочек простыней, а также 20 полотенец.
К 1879 году в приюте содержалось 142 ребёнка (45 мальчиков и 74 девочки в дневном отделении и 1 мальчик и 22 девочки в ночлежном). Общий капитал приюта в этом году составлял 36,5 тыс. рублей, к 1910 году за счёт процентов и пожертвований почётных членов попечительства и простых горожан он достиг 70,6 тыс. рублей. Также приют получал от города средства за содержание пансионеров. С 1903 года ежегодная сумма на одного пансионера возросла с 400 до 1000 рублей. В 1906 году в приюте постоянно жили 45 пансионеров, ещё 88 детей приходили в дневное время на учёбу.
В 1901 году по запросу Горного попечительства приют бесплатно получил в распоряжение 16,7 десятин земли на территории заводской дачи Берёзовских приисков. Там детей обучали животноводству и полевым работам. Таким образом, по окончании приюта каждый из его воспитанников имел хорошую профессию. Принимались туда дети «обоего пола» и всех сословий. Мальчики могли там жить до 12 лет, девочки — «до более зрелого возраста». Денег за содержание и учение с сирот не взималось, однако родители могли устроить детям «пансион» за плату 48 рублей в год, либо отправить туда ребёнка учиться без проживания — за 20 рублей в год.
К началу XX века приют приобрёл вид усадьбы, занимавшей около четверти квартала. Помимо двух домов приют владел полукаменным флигелем, во дворе располагались хозяйственные службы, рядом находился сад и огород. Также неподалёку попечители приобрели полукаменный дом, в котором размещался приютский священник, часть помещений сдавалась в найм. Суммарная стоимость имущества Нуровского приюта в 1906 году составляла 20 тыс. рублей, будучи застрахованной от несчастных случаев на 10 тыс. рублей. До 1907 года директором приюта работал врач А. А. Миславский, открывший при приюте небольшую больницу.

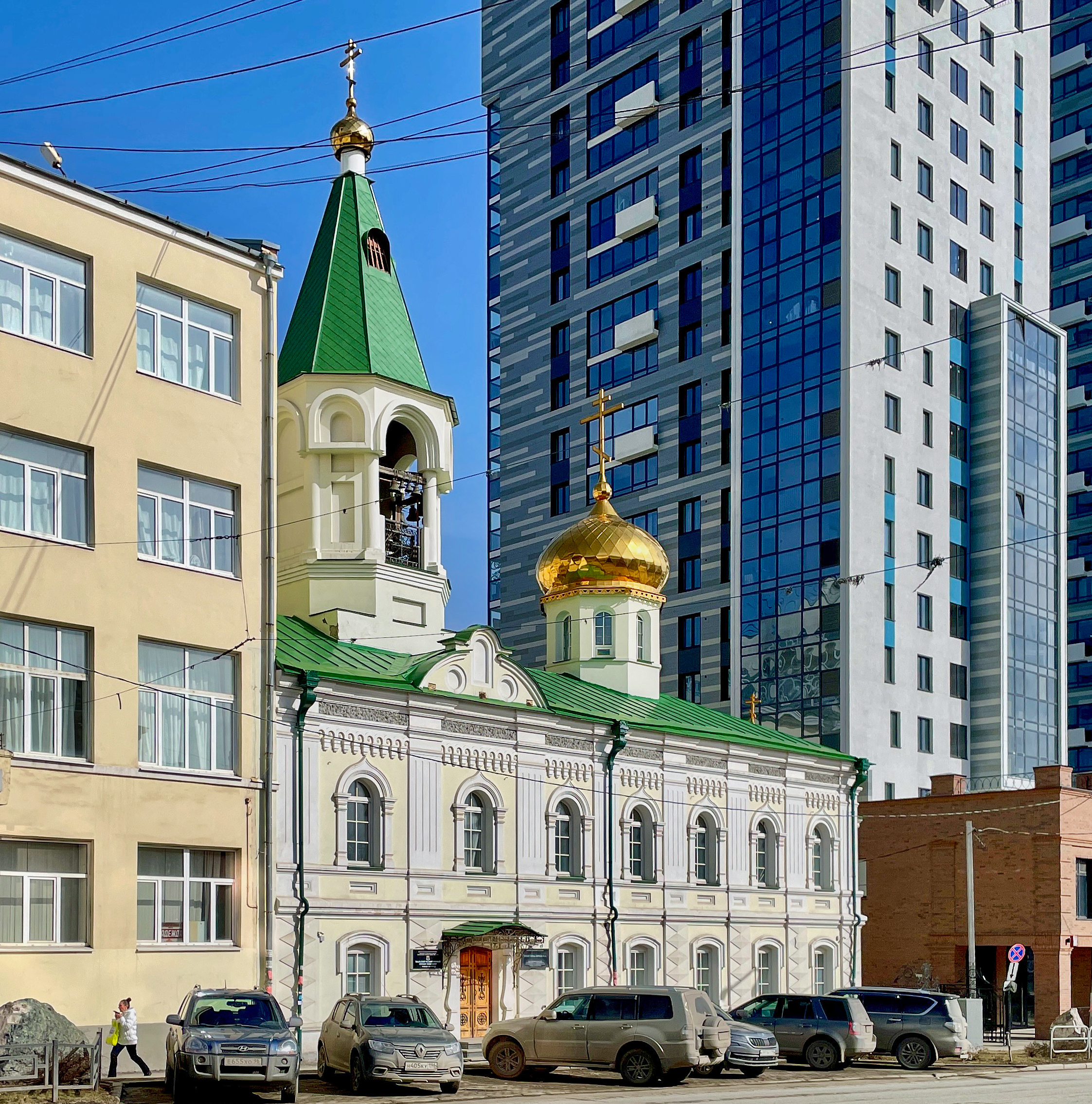
Никольская церковь при Горном университете

Инфляция в России, вызванная поражением в Русско-японской войне и Революцией, сказалась в том числе на деятельности Нуровского приюта. Среднегодовой бюджет организации составлял около 4000 рублей и полностью покрывался за счёт процентов, которые давал капитал основателя, а также членских взносов попечителей и пожертвований. В 1907 году глава горной администрации и председатель горного попечительства П. П. Боклевский вынужден был организовать сбор средств на уральских заводах. До конца этого года удалось собрать около 800 рублей, из которых 325 рублей были пожертвованы рабочими Илецкого соляного промысла. В самом приюте тоже ужесточили контроль за расходованием средств. Так, средства, которые домовая церковь получала, сдавая в аренду помещения первого этажа, с этого периода передавались в бюджет приюта, а бесплатная выдача дров служителям придомовой церкви была прекращена.

### После 1917 года
В январе 1920 года 10 городских приютов получили новые названия, Нуровский стал именоваться «Домом Свободы». В этом же году Никольская церковь была закрыта, а колокольня разрушена. В январе 1924 года все детские дома Екатеринбурга были переведены в Ирбит. Помещения бывшего Нуровского приюта передали в ведение Уральского отделения Геологического Комитета.
В 1930-х годах здание бывшего приюта было реконструировано и надстроено в конструктивистских формах, после чего в нём разместился учебный корпус Горного института. В настоящее время в здании размещается Уральский геологический музей, а бывшая домовая церковь, восстановленая в начале 2000-х годов, года с 2009 является Никольской церковью при Горном университете.

## В культуре
Приют упоминается в повести П. П. Бажова «Дальнее — близкое» с определённой иронией по поводу организации домовой церкви:
Из зданий, выходивших на Щепную площадь, заметил тогда лишь Нуровский приют, двухэтажное каменное здание на том месте, где ныне выстроено здание геологического музея. При доме, как водилось для учреждений такого порядка, была домовая церквушка. Было бы где призреваемым помолиться за «благодетеля».П. П. Бажов, 